# Sławomir Czerwiński
ORP Sławomir Czerwiński war ein 1907 gebautes Fracht- und Passagierschiff, das bis 1928 als Kovno unter britischer und anschließend als Lodz unter polnischer Flagge fuhr. 1932 kaufte die polnische Marine das Schiff und nutzte es als U-Boot-Depotschiff, bis es 1937 abgewrackt wurde.

## Bau und technische Daten
1907 bestellte die britische Reederei Ellerman Lines bei der Earle’s Shipbuilding and Engineering Company in Kingston upon Hull den Dampfer. Dort lief das Schiff am 16. April 1907 vom Stapel und wurde auf den Namen Kovno getauft, benannt nach der Stadt Kaunas in Litauen. Ihre Länge betrug 96,9 Meter, sie war 12,5 Meter breit, hatte einen Tiefgang von 5,6 Metern und war mit 2450 BRT bzw. 1477 NRT vermessen. Der Antrieb bestand aus einer Dreizylinder-dreifach-Expansionsmaschine, die 1.500 PS erzielte und auf eine Schraube wirkte. Damit erreichte sie eine Höchstgeschwindigkeit von 10 Knoten. Zur Besatzung zählten 40 Offiziere und Mannschaften. Neben der Fracht konnten bis zu 200 Passagiere befördert werden.

## Geschichte

### Britisches FrachtschiffKovno1907–1928
Nach Auslieferung durch die Werft wurde Hull Heimathafen der Kovno. Für die Reederei war es das zweite Schiff dieses Namens: Die erste Kovno war ein 1882 gebauter Dampfer von 1.700 Tonnen, der 1903 nach Schweden verkauft worden war. Die Reederei, die nach Übernahme der Wilson Line ab 1917 Ellerman’s Wilson Line Ltd. hieß, setzte die neue Kovno vor allem auf der Route Norwegen – Großbritannien ein. Dort verkehrte sie zwischen Hull und Kristiania (von 1624 bis 1924 der Name von Oslo) sowie Kristiansand. Darüber hinaus setzte die Reederei das Schiff auch für Fahrten zwischen Hull und Danzig ein. Während des Ersten Weltkrieges wurde das Schiff am 18. Februar 1917 von deutschen Streitkräften angegriffen, konnte jedoch entkommen. 1928 verkaufte die Reederei das Schiff.

### Polnisches Fracht- und PassagierschiffŁódź1928–1932
Käufer des Schiffes war die im Dezember 1928 neu gegründete Reederei Polbryt (auch in der Schreibweise Polbrit), an der die staatliche polnische Reederei Żegluga Polska 75 Prozent und die Ellerman’s Wilson Line 25 Prozent der Anteile hielt. Polbryt hatte von der Ellerman’s Wilson Line vier Schiffe gekauft – neben der Kovno, die in Łódź umbenannt wurde, zudem die Rewa, die Warszawa sowie die Premjer. Die Reederei diente als Auswandererlinie von Polen nach Großbritannien, wo die Passagiere zur Atlantikpassage in größere Schiffe umstiegen.
Neuer Heimathafen des Schiffes wurde Gdynia. In den nächsten Jahren befuhr die Łódź regelmäßig die Route von Danzig und Gdynia nach Hull und London. Dort übernahmen die großen Reedereien wie Cunard Line und die White Star Line die Emigranten für die Weiterfahrt nach Amerika. Die Łódź beförderte auf diesen Fahrten bis zu 200 Passagiere in einfachsten Quartieren. Nach Einführung der Einwanderungsbeschränkungen in den Vereinigten Staaten 1931 sank auch die Zahl der Passagiere, die Reederei reduzierte ihre Kapazitäten und verkaufte die Łódź am 19. Oktober 1932 an die polnische Marine.

### U-Boot-Depotschiff ORPSławomir Czerwińskider polnischen Marine 1932–1937
Der Kauf durch die Marine wurde durch eine öffentliche Sammlung bei Schülern und Lehrern an den Schulen Polens finanziert. Das Schiff sollte daher ursprünglich den Namen Dar Szkoły Morskiej („Geschenk der Seefahrtschulen“) heißen, wurde allerdings nach dem kurz zuvor verstorbenen Kultusministers Sławomir Czerwiński (* 24. Oktober 1885; † 4. August 1931) benannt.
Mit der Indienststellung am 15. November 1932 wurde die Sławomir Czerwiński dem U-Boot-Geschwader, bestehend aus den Booten Ryś, Wilk und Żbik, im Marinehafen Gdynia zugewiesen. Dort ersetzte sie das ausgemusterte Segelschulschiff Lwow, die anschließend noch bis zur Abwrackung als Depotschiff aufgebraucht wurde. In Gdynia diente die Sławomir Czerwiński als unbewaffnetes Wohn – und Depotschiff des Geschwaders, da sich die Kasernenanlagen und Hafeneinrichtungen noch im Bau befanden. Diese Aufgabe als stationäres U-Boot-Begleitschiff übernahm sie die nächsten fünf Jahre bis 1937. Im Herbst 1937 erfolgte die Fertigstellung der Kasernenanlagen und Hafeneinrichtungen und somit wurde die – inzwischen abgenutzte – Sławomir Czerwiński überflüssig. Am 6. Oktober 1937 wurde sie von der Liste der Flotteneinheiten gestrichen und anschließend abgewrackt.